# Haïm Cohen
Haïm Herman Cohen (en hébreu : חיים הרמן כהן), né le 11 mars 1911 à Lübeck et mort le 10 avril 2002 à Jérusalem, est un homme politique et juriste israélien.

## Biographie
Haim Cohn est né à Lübeck, en Allemagne, en 1911, dans une famille pieuse. Son père est l’écrivain et philologue Léopold Cohn. Haim est président de la branche de Hambourg de la World Agudath Israel. À 18 ans il émigre dans la Palestine britannique pour étudier à la yeshiva de Mercaz HaRav à Jérusalem, où il suit les cours du rabbin Abraham Isaac Kook. Il est aussi hazzan à Mea Shearim. Il retourne en Allemagne pour achever ses études de droit à l’université Goethe de Francfort.
Il fait son aliyah de manière définitive en 1933 à cause de l’ascension du nazisme en Allemagne, après avoir obtenu un doctorat en droit. En 1936, il obtient sa certification d’avocat et ouvre l’année suivante un cabinet à Jérusalem.
Après la création de l’État d’Israël, il est nommé responsable du département législation du ministère de la Justice, puis devient procureur d’État. En 1949 est directeur de cabinet[à vérifier] du ministère de la Justice et procureur général d'Israël l’année suivante. Comme procureur général, il prend la décision d’ignorer la loi (basée sur une loi britannique) et d’engager des poursuites à l’encontre des relations homosexuelles entre adultes consentants.
En 1952 il est aussi ministre de la Justice sans être élu à la Knesset. Fin 1953 il décide de poursuivre Malchiel Gruenwald pour diffamation envers un haut-fonctionnaire du ministère du Commerce, Rudolf Kastner, décision qui provoque le début de l’affaire Kastner qui secoue le pays pendant plusieurs années. En 1960 il est nommé juge à la Cour suprême d'Israël, poste qu’il occupe jusqu’à sa retraite en 1981.
En-dehors de ses activités dans l’administration, il a aussi été chargé de cours aux facultés de droit de l’université de Tel Aviv (de 1956 à 1969) et de l’université hébraïque de Jérusalem (de 1954 à 1976), représentant d’Israël au Conseil des droits de l’homme des Nations unies et membre de la Cour internationale de justice à La Haye. Il a fait partie du T'hila, le mouvement séculier juif israélien,.
Il est l’auteur de cinq livres, dont Le Procès et la mort de Jésus (en anglais : The Trial and Death of Jesus) en 1968 dans lequel il soutient que c’est l’Empire romain et pas le Sanhédrin qui a jugé et exécuté Jésus.
Les relations de Cohen avec le judaïsme orthodoxe sont généralement décrites comme tendues, cependant, en au moins une occasion, en 1975, Cohen a été honoré par le rabbin Menachem Mendel Schneerson de dynastie hassidique Habad-Loubavitch avec une participation aux cérémonies annuelles de la Sim'hat Torah,.
Il meurt le 10 avril 2002. Le président de la Cour suprême au moment de sa mort, Aharon Barak, le considère comme un des pères créateurs des lois israéliennes.

## Récompenses et hommages
En 1980, Cohen reçoit le prix Israël pour sa contribution à la jurisprudence israélienne.
Il a reçu des titres de docteur honoraires de plusieurs universités américaines, dont l’université de Georgetown,.

## Ouvrages publiés
- Haim Cohn, The Trial and Death of Jesus, Ktav Pub Inc, 1980 (ISBN 0-87068-432-9)
- Haim Hermann Cohn et S. Giora Shoham, Of Law and Man: Essays in Honor of Haim H. Cohn : Under the Auspices of the, Sabra Books, 1971, 387 (ISBN 0-87631-044-7, lire en ligne)